# Астероиды, сближающиеся с Землёй
Астероиды, сближающиеся с Землёй (АСЗ) — астероиды с перигелийными расстояниями, меньшими или равными 1,3 а.е.. Те из них, что в обозримом будущем могут приблизиться к Земле на расстояние, меньшее или равное 0,05 а.е. (7,5 млн км), и имеют абсолютную звёздную величину не слабее 22m, считаются потенциально опасными объектами.

## История обнаружения
Исторически первым из астероидов с близкой к Земле орбитой был открыт астероид (433) Эрос, относящийся к амурам (в 1898 году). Самый крупный астероид-амур — (1036) Ганимед (который не следует путать с одноимённым спутником Юпитера), его диаметр составляет приблизительно 32 км (у Эроса — около 17 км).
- 2005 YU55 — имеет тёмную поверхность, его диаметр — около 400 метров. 8 ноября 2011 года в 15:28 по времени Тихоокеанского побережья США (23:28 UTC) пролетел на расстоянии около 324,6 тыс. км от Земли, что составляет примерно 85 % расстояния от Земли до Луны[9].
- 2006 HZ51 — открыт 27 апреля 2006 года. Первоначальные расчёты показали значимую вероятность столкновения этого астероида с Землёй, однако эти расчёты не подтвердились, и в течение ближайшего столетия столкновение с этим небесным телом Земле не угрожает.
- 2008 HJ[англ.] — имеет необычное очень быстрое вращение (42 секунды)[10].
- 2008 TC3 — обнаружен за 20 часов до того, как сгорел в атмосфере над Суданом 7 октября 2008 года.
- 2009 DD45 — обнаружен 28 февраля 2009 года (за три дня до того, как он приблизился к Земле на минимальное расстояние) астрономом Робертом Макнотом, изучавшим фотографии, полученные при помощи телескопа системы Шмидта из обсерватории Сайдинг-Спринг в Австралии. Астероид максимально сблизился с Землёй 2 марта 2009 года (16:44 по московскому времени; по информации Планетарного общества — 13:44 по Гринвичу). Размеры — 20—50 (27—40) метров. Расстояние до Земли — 66 (72) тыс. км. Разброс цифр связан с тем, что диаметр астероидов вычисляется на основании их альбедо — отражающей способности. Так как астрономы точно не знают, какое количество света отражает поверхность 2009 DD45, они исходят из средних значений. Скорость движения (в момент нахождения на минимальном расстоянии от Земли) — 20 км/с. При столкновении энергия взрыва равнялась бы 1 мегатонне (одна ядерная бомба большой мощности) в тротиловом эквиваленте. Для сравнения: ударной волной Тунгусского метеорита (взорвался в атмосфере над Сибирью 30 июня 1908 года) были повалены 80 млн деревьев на территории около 2000 квадратных километров, что соответствует в тротиловом эквиваленте взрыву от 10 до 50 мегатонн (с большей вероятностью верхнего уровня оценок)[11].
- 2009 VA — 7-метровое небесное тело, прошедшее на расстоянии около 14 000 километров от Земли 6 ноября 2009 года[12].
- 2010 AL30 — обнаружен 11 января 2010 года. Размер объекта — около 15 метров. 13 января около 12:48 по Гринвичу (15:48 по московскому времени) прошёл на расстоянии 130 тыс. км от Земли. Интересен тем, что период его обращения по орбите почти равен одному году[13]. Было выдвинуто предположение, что этот объект представляет собой обломок искусственного спутника[14].
- (367789) 2011 AG5 — открыт 8 января 2011. Диаметр — около 140 м. Присвоен 1 балл по Туринской шкале (данные на февраль того же года)[15][16]
- 2011 ES4 — околоземный астероид группы Аполлон диаметром ~25—49 метров.
- 2013 EC — открыт 1 марта 2013 года гавайской обсерваторией Pan-STARRS. Опасности столкновения с Землёй не было, 4 марта астероид пролетел мимо Земли на расстоянии примерно 362 тыс. км.
- 2014 RC — диаметр 20 метров. 7 сентября 2014 года пролетел от Земли на расстоянии около 40 тысяч километров.
- 2019 OK — диаметр 20−40 метров. 25 июля 2019 года пролетел на расстоянии около 70 тысяч километров.
- 2023 BU — диаметр 4−8 метров. 27 января 2023 года пролетел на расстоянии около 3,5 тысяч километров от поверхности Земли[17].

## Проблемность обнаружения

### Финансовые
Поиск агентством NASA мелких объектов в несколько метров затруднён по финансовым причинам. На 2007 год 769 известных астероидов и комет, диаметр которых не превышает 140 метров, наблюдаются достаточно не пристально. По состоянию на 2007 год NASA отслеживает в основном самые крупные космические объекты, диаметр которых составляет более километра.

### Технические
Многие из мелких астероидов-метеороидов обнаруживаются всего за несколько часов до падения (например, 2008 TC3), что даёт мало возможностей предотвращения последствий.

## Текущее состояние
За всё время наблюдения зарегистрировано около 6200 объектов, которые проходят на расстоянии до 1,3 а. е. от Земли.